# Катастрофа Boeing 737 в Таманрассете
Катастрофа Boeing 737 в Таманрассете — крупная авиационная катастрофа, произошедшая в четверг 6 марта 2003 года. Авиалайнер Boeing 737-2T4 Advanced авиакомпании Air Algérie выполнял плановый внутренний рейс AH6289 по маршруту Таманрассет—Гардая—Алжир, но всего через 1,5 минуты после взлёта потерял скорость, перешёл в сваливание и рухнул на землю около аэропорта Таманрассета. Из находившихся на его борту 103 человек (97 пассажиров и 6 членов экипажа) выжил 1.

## Самолёт
Boeing 737-2T4 Advanced (регистрационный номер 7T-VEZ, заводской 22700, серийный 885) был выпущен в 1982 году (первый полёт совершил 9 июня под тестовым б/н N4563H). Изначально лайнер должен был быть передан американской авиакомпании Air Florida (он уже был зарегистрирован в ней под б/н N84AF), но авиакомпания в это время погрязла в убытках и впоследствии обанкротилась (из-за катастрофы в Вашингтоне), и в итоге 8 декабря 1983 года он был куплен алжирской авиакомпанией Air Algérie, в которой получил бортовой номер 7T-VEZ и имя Monts du Daia. Оснащён двумя турбореактивными двигателями Pratt & Whitney JT8D-17A (HK3). На день катастрофы 20-летний авиалайнер совершил 27 184 цикла «взлёт-посадка» и налетал 41 472 часа.

## Экипаж и пассажиры
Самолётом управлял опытный экипаж, состав которого был таким:
- Командир воздушного судна (КВС) — 48-летний Буалем Бенауиша (англ. Boualem Benaouicha). Очень опытный пилот, управлял самолётами Beechcraft BE-70, Lockheed L-382, F-27, Boeing 727 и Boeing 767. В должности командира Boeing 737 — с 20 июня 2001 года. Налетал 10 760 часов, 1087 из них на Boeing 737.
- Второй пилот — 44-летняя Фатима Юсфи (англ. Fatima Yousfi). Опытный пилот, управляла самолётами Cessna 208, Beechcraft King Air 100 и Beechcraft 1900. В должности второго пилота Boeing 737 — с 13 января 2001 года. Налетала 5219 часов, 1292 из них на Boeing 737.

В салоне самолёта работали четверо бортпроводников.
| Гражданство     | Пассажиры | Экипаж | Всего |
| --------------- | --------- | ------ | ----- |
| Алжир           | 0         | 6      | 6     |
| Алжир / Франция | 97        | 0      | 97    |
| Всего           | 97        | 6      | 103   |

## Хронология событий
Boeing 737-2T4 Advanced борт 7T-VEZ выполнял плановый рейс AH6289 из Таманрассета в Алжир с промежуточной посадкой в Гардае, на его борту находились 6 членов экипажа и 97 пассажиров.
В 15:01:37 CET пилоты запросили разрешение на запуск двигателей.
В 15:08:36 рейсу 6289 было дано разрешение выехать на взлётную полосу №02, достигнуть её начала, развернуться и приготовиться к взлёту.
В 15:12:30 второй пилот сообщила авиадиспетчеру о готовности к взлёту. Взлёт рейса 6289 был разрешён в 15:12:31.
В 15:13:36 рейс 6289 вылетел из Таманрассета, непосредственное управление лайнером во время взлёта осуществляла второй пилот.
После отрыва от ВПП и набора высоты 23 метра второй пилот сказала командиру убрать шасси (скорость самолёта в этот момент составляла около 300 км/ч), но уже через секунду пилоты услышали хлопок, затем в кабине экипажа прозвучал сигнал об отказе двигателя №1 (левого) и лайнер совершил резкий поворот влево. Управление лайнером взял на себя КВС, второй пилот повторно предложила ему убрать шасси, но командир не ответил. Самолёт с горящим двигателем №1 продолжал набирать высоту, одновременно теряя скорость (на высоте 121 метр скорость самолёта составляла уже 248 км/ч и продолжала снижаться). В 15:14:56, примерно за 10 секунд до падения лайнера на землю, второй пилот сообщила авиадиспетчеру: У нас небольшая проблема. 
Неубранные стойки шасси способствовали более быстрой потере скорости; в итоге скорость лайнера достигла критической точки и он перешёл в сваливание, продолжая быстро терять высоту и набирать вертикальную скорость. В 15:15:06 CET рейс AH6289 рухнул на землю в 1645 метрах от торца взлётной полосы №02; его скорость при ударе о землю составляла около 200 км/ч (существенно ниже скорости, необходимой для горизонтального полёта и набора высоты). От удара о землю лайнер полностью разрушился (уцелела только кабина пилотов), из-за разрушения почти полностью заправленных топливных баков на месте катастрофы начался пожар.
В огне и от травм при ударе самолёта о землю погибли 102 человека (все 6 членов экипажа и 96 пассажиров). Выжить удалось только 1 пассажиру — 28-летнему солдату Алжирской национальной народной армии Юсефу Джиллали (англ. Youcef Djillali); он не был пристёгнут ремнем безопасности и в момент катастрофы его выбросило из самолёта наружу. Он получил множество травм и впал в кому, но уже на следующий день после катастрофы (7 марта) пришёл в сознание. По словам врачей, его травмы не были опасны для жизни.

## Расследование
Для расследования причин катастрофы рейса AH6289 была создана специальная комиссия при Министерстве транспорта Алжира. Алжирской комиссии в расследовании помогали представители французского Бюро по расследованию и анализу безопасности гражданской авиации (BEA).
Окончательный отчёт расследования был опубликован в сентябре 2004 года.
Согласно отчёту, причинами катастрофы рейса AH6289 стали:
- Внутреннее разрушение двигателя №1 (левого) с последующими отказом и пожаром.
- Ошибочные действия экипажа (в первую очередь КВС) при пилотировании в условиях аварийной ситуации, недостаточная координация между пилотами и нарушение предписаний по действию в условиях аварийной ситуации (в частности, непринятие КВС решения об уборке шасси).

## Культурные аспекты
Катастрофа рейса 6289 будет показана в 26 сезоне канадского документального телесериала Расследования авиакатастроф.